# Кашибаи
Кашибаи — первая жена пешвы государства маратхов Баджи-рао I при пятом правителе государства маратхов Шахуджи. От супруга у неё было четверо детей, включая Баладжи Баджи-рао и Рагхунатх-рао. Баладжи унаследовал должность пешвы после смерти своего отца в 1740 году. Также после смерти второй жены Баджи-рао I Мастани она усыновила и воспитывала их сына Шамшера-Бахадура.

## Семья
Кашибаи была дочерью Махаджи Кришны Джоши и Шиубаи из местечка Час и принадлежала к состоятельной семье банкира, где её с любовью называли «Лаадубаи». Она родилась и выросла в деревне Чааскаман, которая находилась в 70 километрах от Пуны. Её отец Махаджи Кришна Джоши был родом из деревни Талсуре в Ратнагири, но позднее перебрался в Чааскаман. Махаджи был богатым сахукаром (ростовщиком), а также занимал должность субедара (губернатора) государства маратхов в Кальяне. Это оказалось фактором, сыгравшим важную роль в последующем союзе Баджи-рао I и Кашибаи. Махаджи также помог правителю маратхов Шахуджи в его трудностях и в качестве награды был назначен его казначеем. У Кашибаи был брат по имени Кришна-рао Часкар.
По мнению историка Пандуранга Балкаваде Кашибаи обладала тихим и мягким голосом, а также страдала от артрита.

## Замужество
Кашибаи вышла замуж за Баджи-рао I 11 марта 1720 года, домашняя церемонии бракосочетания прошла в Сасваде. Брак был счастливым, Баджи-рао I был по природе своей моногамен и следовал семейным традициям. Он всегда относился к жене с любовью и уважением. Кашибаи родила от него четырех сыновей. Старший Баладжи Баджи-рао родился в 1721 году и унаследовал после смерти отца в 1740 году титул пешвы. Их второй сын Рамчандра-рао умер молодым. Третий сын Рагхунатх-рао служил пешвой в 1773—1774 годах, а их четвёртый сын Джанардхан-рао также умер молодым. Поскольку мужчины в семье пешвы проводили большую часть жизни на полях боёв, Кашибаи в их отсутствие фактически управляла городом Пуной и окрестностями.
В начале 1730-х Баджи-рао I взял вторую жену, Мастани, дочь махараджи Бундельханда Чхатрасала и мусульманской наложницы. Брак был политическим: махараджа выдал свою дочь в благодарность за военную помощь пешвы, а Баджи-рао I не мог оскорбить уважаемого им правителя отказом принять невесту. Однако, этот союз не был принят семьёй пешвы. Однако отмечается, что Кашибаи не играла никакой роли в бытовой войне, которую вела семья пешвы против Мастани. Историк Пандуранг Балкаваде отмечает, что различные исторические документы свидетельствуют о том, что она была готова принять Мастани в качестве второй жены своего супруга, но не могла этого сделать, пойдя против матери пешвы Радхабаи и его брата Чимаджи Аппы. Как и многие женщины Индии XVIII века Кашибаи не имела права голоса в важных вопросах.
После того, как брахманы Пуны прекратили какие-либо контакты с семьёй пешвы из-за его отношений с Мастани, Чимаджи Аппа и Баладжи Баджи-рао решили принудительно разорвать их в начале 1740 года.

## Смерть Баджи-рао I
Пока Баджи-рао I был в походе за пределами Пуны, Мастани была помещена под домашний арест. Видя ухудшающееся состояние здоровья пешвы, Чимаджи Аппа просил Баладжи освободить Мастани, чтобы она могла навестить больного. Баладжи же вместо неё отправил свою мать Кашибаи. Кашибаи достойно и как верная жена служила своему мужу на его смертном одре. Вместе с сыном Джанардханом она исполнила обряды антьешти.
После смерти Баджи-рао I в 1740 году вскоре умерла и Мастани. Кашибаи взяла заботу об их сыне Шамшере Бахадуре и оборудовала ему помещения для занятий военным искусством. Она стала более религиозной после смерти супруга, совершала различные паломничества и пробыла в Варанаси четыре года. В одном из таких паломничеств её сопровождали 10 000 человек. Возвращаясь из паломничества в июле 1747 года она распорядилась построить храм, посвященный Шиве в Часе.

## В искусстве